# Kałmucka Autonomiczna Socjalistyczna Republika Radziecka
Kałmucka Autonomiczna Socjalistyczna Republika Radziecka, Kałmucka ASRR (kałm. Хальмг Автономн Советск Социалистическ Республик, Хальмг АССР ros. Калмыцкая Автономная Советская Социалистическая Республика, Калмыцкая АССР) – republika autonomiczna w składzie Rosyjskiej Federacyjnej Socjalistycznej Republiki Radzieckiej.
Kałmucka ASRR zajmowała tereny obecnej rosyjskiej Republiki Kałmucji i była formą autonomii zamieszkujących nad Morzem Kaspijskim Kałmuków. Utworzona została 20 października 1935 r. i zastąpiła istniejący od 1920 r. Kałmucki Obwód Autonomiczny. Ze zmianą nazwy wiązało się też poszerzenie zakresu autonomii. Tworzenie autonomicznych obszarów dla mniejszości narodowych było elementem prowadzonej zwłaszcza w początkowym okresie istnienia ZSRR polityki korienizacji, tj. przyznawania autonomii nierosyjskim narodom dawnego Imperium, dyskryminowanym i rusyfikowanym przez carat. Kałmucka ASRR istniała do grudnia 1943 r., kiedy to radzieccy przywódcy podjęli decyzję o jej rozwiązaniu i deportowaniu Kałmuków do Azji. Powodem tego był fakt, iż w czasie gdy część obszarów Kałmucji zajął Wehrmacht, ok. 5 tys. Kałmuków (tj. ok. 8% mężczyzn zdolnych do służby wojskowej) podjęło służbę we wspomagającym Niemców Korpusie Kawalerii Kałmuckiej.
Ponownie Kałmucka ASRR została utworzona 29 czerwca 1958 r., a poprzedziła ją zgoda na powrót Kałmuków z wygnania i utworzenie w 1957 r. Kałmuckiego OA. W marcu 1991 r. Kałmucką ASRR zastąpiła Republika Kałmucji, będąca częścią Federacji Rosyjskiej.
 Informacje nt. położenia, gospodarki, historii, ludności itd. Kałmuckiej  Autonomicznej Socjalistycznej Republiki Radzieckiej znajdują się w: artykule poświęconym Republice Kałmuckiej, jak obecnie nazywa się ta rosyjska jednostka polityczno-administracyjna